# Leptobrachium promustache
Espèce
Synonymes
- Vibrissaphora promustache Rao, Wilkinson & Zhang, 2006

Statut de conservation UICN

 DD  : Données insuffisantes
Leptobrachium promustache  est une espèce d'amphibiens de la famille des Megophryidae.

## Répartition
Cette espèce se rencontre :
- dans le xian de Pingbian dans la province du Yunnan en République populaire de Chine ;
- dans la province de Lào Cai au Viêt Nam.

## Publication originale
- Rao, Wilkinson & Zhang, 2006 : A new species of the genus Vigrissaphora (Anura: Megophryidae) from Yunnan province, China. Herpetologica, vol. 62, no 1, p. 90-95 (texte intégral).